# Nesteriwci (przystanek kolejowy)
Nesteriwci (ukr. Нестерівці) – przystanek kolejowy w rejonie kamienieckim, w obwodzie chmielnickim, na Ukrainie. Położony jest na linii Chmielnicki – Kamieniec Podolski – Kelmieńce, w oddaleniu od skupisk ludzkich. Najbliższą miejscowością są położone ok. 3 km od przystanku Nesteriwci.
W okresie międzywojennym w tym miejscu istniała mijanka.